# Bartolina Sisa Vargas
Bartolina Sisa Vargas (Cantón de Caracato de l'Ayllu, 24 d'agost de 1750 o 1753 - La Paz, 5 de setembre de 1782). Va ser declarada heroïna nacional aimara segons la Llei n. 3102, de 15 de juliol de 2005 a Bolívia. Durant el Virregnat del Río de la Plata, va lluitar juntament amb el seu espòs Julián Apaza conegut com a Túpac Katari, va organitzar diversos campaments militars i va participar del setge a La Paz. Va ser traïda, lliurada als espanyols i, un any després, assassinada en ser arrossegada per un cavall fins a morir. En honor seu, el 5 de setembre es commemora el Dia Internacional de la Dona Indígena.

## Biografia

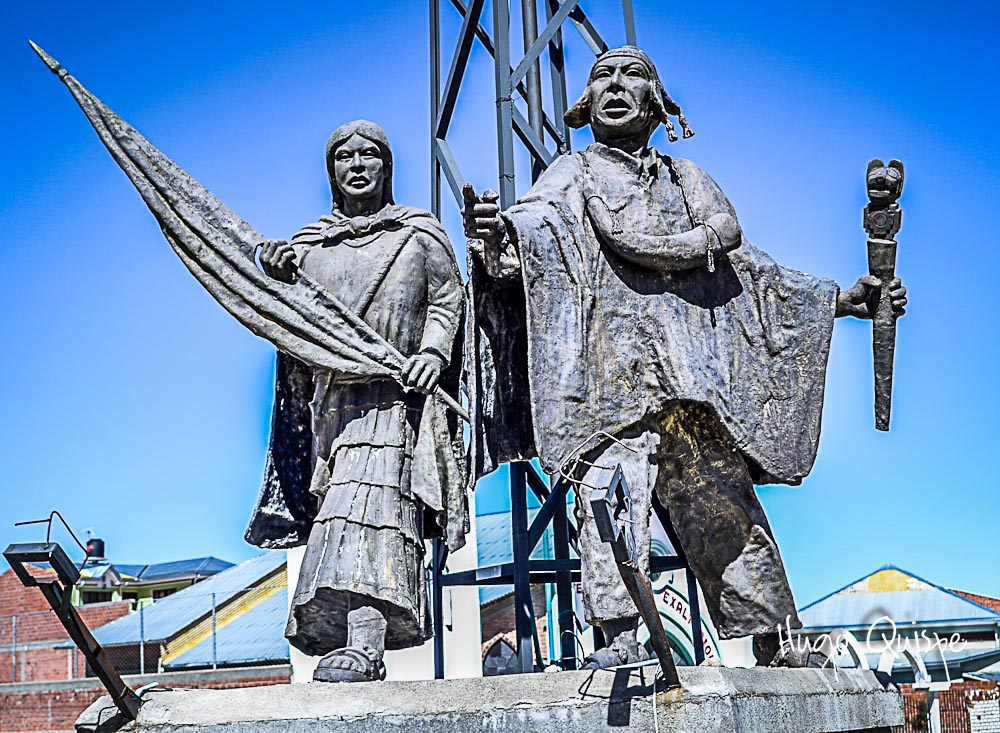
Bartolina Sisa i Túpac Katari

Filla de José Sisa i Josefa Vargas, indígena de la comunitat de Q'llaura Qhatu, avui Caracato, municipi de Sapahaqui, es va dedicar al comerç de la fulla de coca i dels teixits natius.
Bartolina Sisa va ser descrita pels historiadors com una «dona aguerrida que dominava la kurawa (fona) i el fusell. Sabia muntar a cavall, era de pell bruna, esvelta, d'ulls negres i molt intel·ligent».
El 1772 va tenir el primer dels seus quatre fills: tres nens i una nena. El primer fill va ser capturat pel brigadier Sebastián Segurola, el 1783, i es creu que posteriorment va ser assassinat. Els altres tres van sobreviure en la clandestinitat.
A l'edat de 25 anys es va casar amb Túpac Katari, organitzant i liderrant nombroses revoltes contra el poder colonial, després de constatar les injustícies comeses pel sistema monàrquic d'explotació del segle xviii. Quan va esclatar la insurrecció indígena aimara- quítxua de 1781, Sisa va ser proclamada virreina per dret propi i va assumir estacades labors de lideratge.

El 5 de setembre de 1782, l'oïdor Francisco Tadeo Diez de Medina la va condemnar:
«A Bartolina Sisa, dona del feroç Julián Apaza o Túpac Katari, se la condemna en pena ordinària de suplici i que treta de la caserna a la plaça major per la seva circumferència lligada a la cua d'un cavall amb una soga d'espart al coll, una coroça de cuir i plomes, i una aspa afermada sobre un pal a la mà, i a veu de pregoner que publiqui els seus delictes, sigui conduïda a la forca i es posi pendent d'ella, fins que naturalment mori, i després es clavin el seu cap i mans en picotes amb el rètol corresponent, i es fixin per al públic escarment en (...) els llocs on presidia les seves juntes sedicioses, i després de dies es condueixi el cap als pobles d'Ayo Ayo i Saphaqui, del seu domicili i origen a la província de Sica Sica, amb l'ordre perquè es cremi després de temps i es llencin les seves cendres a l'aire».

## Setge a La Paz
El 1780 es començà a planificar una insurrecció indígena, al costat de José Gabriel Condorcanqui (Túpac Amaru II) i els germans Dámaso i Tomás Katari de Chayanta, amb els qui convergeixen en llurs ideals llibertaris i propòsits emancipadors, i aconsegueixen reunir a més de 150 mil indígenes de tota la regió.
El 13 de març de 1781, s'aixecà un campament militar indígena a La Ceja d'El Alto, tancant tots els accessos a la ciutat de La Paz. Va començar amb 20 mil indígenes i en cinc mesos van arribar a ser 80 mil persones, generant escassetat d'aliments i d'aigua a la ciutat. El 21 de maig, Túpac Katari deixà a Bartolina Sisa a càrrec del setge. En veure a una dona al comandament, l'exèrcit imperial envià 300 soldats per a capturar-la, i ella i l'exèrcit indígena apedreguen els espanyols que no aconsegueixen la seva missió.
Després de 109 dies de setge, els espanyols reben ajuda de la Reial Audiència de Charcas, fet que aconsegueix que Túpac Katari replegui al seu exèrcit finalment abatut per les hordes espanyoles i per les aliances que aquestes van establir amb líders indígenes contraris a Túpac Katari, la qual cosa va possibilitar que els capitosts de la rebel·lió fossin capturats i sentenciats a mort per penjament, el 5 de setembre de 1782.
Als 32 anys, Bartolina Sisa va ser arrossegada per un cavall amarrada dels peus i posteriorment esquarterada. Van clavar el seu cap i extremitats en diferents indrets on havia combatut l'opressió a fi d'intimidar la població indígena.

## Homenatges

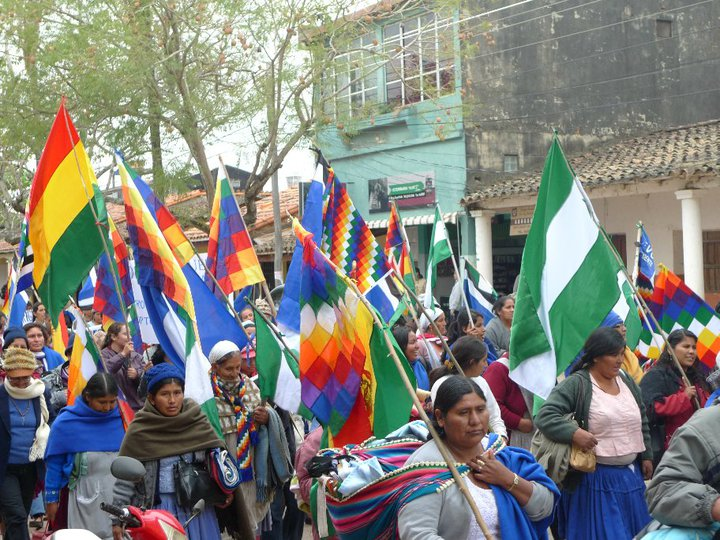
Confederación Nacional de Mujeres Campesinas Indígenas Originarias de Bolivia - Bartolina Sisa

- El 1980 es va fundar amb el seu nom la Federació de Dones Camperoles - Bartolina Sisa, amb l'objectiu de reivindicar que les dones de les àrees rurals participin plenament en la presa de decisions polítiques, econòmiques i socials de Bolívia.[12]
- El 1983, la Segona Trobada d'Organitzacions i Moviments d'Amèrica reunits a Tiwanaku va instaurar, en la seva memòria, la celebració del 5 de setembre, data en la qual va ser assassinada, com a Dia Internacional de la Dona Indígena.[13][14]
- Actualment nombroses comunitats indígenes de Bolívia li reten homenatge.[15][16][17]